# Hvízdák americký
Hvízdák americký (Mareca  americana) je menší severoamerický druh kachny z řádu vrubozobých. Od evropského hvízdáka eurasijského (Anas penelope) se liší bílým čelem a temenem, širokým tmavozeleným proužkem za okem, který se táhne až do týla; zbytek hlavy s šedobílou kresbou. Hruď a boky jsou růžovohnědé. Samice má hlavu zbarvenou více do šeda než do rezava. Hvízdák americký vzácně zaletuje do Evropy, v Británii je zjišťováno ročně 20–30 ptáků. V Česku byl potvrzen první výskyt v únoru 1990. Dalším záznamem je pozorování z 2. června 2024 na Choryňských rybnících na Vsetínsku.